# Andrine Flemmen
Andrine Flemmen, född 29 december 1974 i Molde, Norge, är en före detta alpin skidåkare som har storslalom som sin bästa gren. Hon har bland annat vunnit VM-silver i storslalom 1999 och har även tagit tre världscupsegrar, samtliga i storslalom.
Andrine Flemmens bästa säsong i alpina världscupen var säsongen 1998-1999 då hon slutade på nionde plats i den totala världscupen och slutade på tredje plats i storslalom-cupen.